# Ульянов, Николай Иванович
Николай Иванович Ульянов (23 декабря 1904 (5 января 1905), Санкт-Петербург — 7 марта 1985, Нью-Хейвен) — русский историк и писатель.

## Биография

### Образование
В 1922 году поступил в Петроградский государственный университет на общественно-педагогическое отделение факультета общественных наук/Ямфак, а в 1925 году перевёлся на 4-й курс Историко-архивного цикла факультета языкознания и материальной культуры. Будучи студентом, одновременно с университетскими занятиями, посещал курсы сценического мастерства, был направлен на практику в Мариинский театр, учился в Институте ритма совершенного движения, а затем на Курсах мастерства сценических постановок. Университет окончил в 1927 году, защитив дипломную работу «Влияние иностранного капитала на колонизацию русского севера в XVI—XVII вв.». В этом же году остался в аспирантуре по рекомендации своего учителя, академика С. Ф. Платонова.

### Начало научной деятельности в СССР
По окончании университета подготовку к дальнейшей научной деятельности проходил до 1930 года при Институте истории РАНИОН (Российская ассоциация научно-исследовательских институтов общественных наук), где его руководителями были С. В. Бахрушин и А. Е. Пресняков, состоял секретарём секции русской истории и секретарём комиссии по изучению эпохи торгового капитализма в России, работал в качестве секретаря редакции стенгазеты Института истории.
10 октября 1929 РАНИОН как организация ликвидировалась, а все аспиранты перевелись в ведомство Коммунистической академии под непосредственное руководство М. Н. Покровского. Там его под своё персональное наблюдение взял С. А. Пионтковский, один из организаторов травли С. Ф. Платонова.
За этот период Ульяновым были написаны несколько работ: «Торговая книга конца XVI в.», «Колонизация Мурмана в XVII в.», напечатанная в № 1 «Исторического сборника Академии наук» (1934), и «Общественно-политические воззрения Б. Н. Чичерина», составлен обзор архивных материалов по истории Кольского полуострова, напечатанный в «Кольском сборнике» Академии наук в 1930 году, а также обзор материалов о восстании Степана Разина, изданный брошюрой в Харькове в 1930 году. В справочнике «Вся Москва» за 1930 год была опубликована его статья «Краткая история г. Москвы», в 1931 была издана отдельной книгой «Разинщина», в которой он доказывал, что в восстании Степана Разина проявилась борьба крестьянства и казачества «за свободу торговли, за выход на рынок, за развитие буржуазных отношений, за переход к высшей сельскохозяйственной технике».
В 1930 был командирован в Архангельск, где преподавал до 1933 года в Северном краевом комвузе им. В. М. Молотова. В 1931 был принят кандидатом в члены ВКП(б) (через год принят в члены партии). Написал книгу «Очерки по истории народа Коми-Зырян», которая была издана в 1932 году и за которую ему была в 1935 присуждена ученая степень кандидата исторических наук без защиты диссертации. В этой работе Ульянов, по его словам, развивал две темы: с одной стороны, боролся с российским великодержавным шовинизмом, а с другой — с местным буржуазным национализмом, оценивал концепцию «мессианства России» как «реакционную пошлость», а экспансия русских в Сибирь и на Север сравнивалась им с жестокостью колонизаторов Америки. Впоследствии он писал: 

Захваченные с детства величайшим в истории вихрем, росшие в условиях, которых ни прежняя русская, ни любая из современных западных интеллигенций не знала, мы достигли зрелого возраста в такое время, когда в анкетах не существовало больше рубрики о «сочувствии» советской власти. Создавалась «служилая интеллигенция», жившая не под знаком «убеждений или мировоззрения», а под знаком тягла. Её уже не спрашивали «како веруеши», а смотрели, так ли она пишет, как надо. В советской России людям оставлено право писать, но у них отнято право думать.— Ульянов Н. И. "Дело Ульянова" // Новое рус. слово. Нью-Йорк, 1961. 5 янв. С. 2.
С 01.12.1932 он был назначен доцентом кафедры истории народов СССР Архангельского городского вечернего пединститута, а с января по апрель 1933 г. работал профессором этой кафедры.
С 1933 по 1936 годы состоял старшим научным сотрудником Постоянной историко-археологической комиссии при Академии наук в Ленинграде, будучи при этом доцентом кафедры истории СССР Ленинградского историко-лингвистического института (ЛИЛИ) и не прерывая активной творческой работы — в 1935 году была издана его книга «Крестьянская война в Московском государстве начала XVII в.».
В феврале 1935 года возглавил одну из ведущих кафедр института — кафедру истории народов СССР. По совместительству работал в Академии им. Н. Г. Толмачёва, известной после перемещения в Москву как Военно-политическая академия им. В. И. Ленина. В 1934—1936 году — он также профессор кафедры истории народов СССР вновь открытого исторического факультета ЛГУ.

### Арест и ГУЛаг
7 ноября 1935 его статья «Советский исторический фронт», опубликованная в студенческой газете ЛИФЛИ, была посвящена анализу новой политики партии в историческом вопросе. В этой статье он умеренно критиковал тезис об усилении классовой борьбы по мере строительства социализма. Работу, тем более напечатанную в октябрьский праздник, заметили, было заведено следственное дело под номером 22240. 27 ноября 1935 он был исключён из ВКП(б), после чего уволен из института в связи с обвинением в «троцкизме».
В первой половине 1936, непосредственно перед арестом женился на Надежде Николаевне Калнишь, выпускнице Первого Московского медицинского института, с которой познакомился годом раньше, во время одной из своих командировок в столицу (первый брак Ульянова ещё в годы аспирантуры оказался кратковременным и неудачным, сохранилось упоминание о жалобах, которые его супруга подавала в местком).
2 июня 1936 года был арестован НКВД и помещён в следственный изолятор на Шпалерной улице, где и пребывал до вынесения окончательного приговора. Ему было предъявлено обвинение на основании статей 58-10 и отягчающей 58-11. В итоге за «контрреволюционную троцкистскую деятельность» 15 октября 1936 Особым совещанием коллегии НКВД СССР он был приговорён к 5 годам лагерей, для отбытия которых направлялся в распоряжение Белбалтлага и прибыл 12 ноября 1936 в Соловецкий лагерь особого назначения (за номером У-2697/8). С 1939 года, ввиду обострившихся отношений с Финляндией, Соловецкий лагерь, как близкий к театру военных действий, был переведён на Новую Землю и в Норильск, куда и был перемещён в числе других Ульянов. В Норильске он обратился с ходатайством к властям о пересмотре дела, однако по решению от 29 января 1941 было постановлено «в пересмотре дела отказать».

### В годы Великой Отечественной войны
Был освобождён 2 июня 1941 года. Не успев доехать до дома, из-за начала военных действий был вынужден остаться в Ульяновске, где зарабатывал на жизнь ломовым извозчиком. В сентябре был призван на окопные работы, попал в плен к немцам под Вязьмой (см. Битва за Москву) и был направлен в Дорогобужский лагерь для военнопленных Дулаг 155 (cf. VK dulag-155-dorogobuzh), откуда ему удалось сбежать и пробраться в Ленинградскую область. Там он разыскал свою жену. Вместе они поселились там же в деревне, где его жена стала работать врачом. В это время Ульянов начал работу над историческим романом «Атосса».
Осенью 1943 Ульяновы были отправлены оккупационными властями на принудительные работы в Германию, в лагерь Карлсфельд под Мюнхеном, где он работал сварщиком на заводе BMW, а его жена — медиком в лагере.

### Эмиграция
По окончании войны семье Ульяновых удалось в 1947 году перебраться в Касабланку, где он устроился сварщиком на завод «Шварц Омон». Там семья прожила до 1953 года. Не имея возможности продолжать научную работу, Ульянов занялся публицистической и литературной деятельностью, сотрудничая в эмигрантских журналах «Возрождение», «Российский Демократ», «Новый журнал» и в газетах «Русская мысль», «Новое русское слово».
В 1952 году в Издательстве имени Чехова был издан первый исторический роман Ульянова — «Атосса», описывающий борьбу царя Дария со скифами. Движимый симпатиями к С. П. Мельгунову, Ульянов в 1947 году вошёл в Союз борьбы за освобождение народов России. Покровительство Мельгунова позволяло ему, в целом негативно относившемуся к политике в эмигрантской среде, издавать и продвигать свои работы. В 1953 году он был приглашён Американским комитетом по борьбе с большевизмом в качестве главного редактора русского отдела на радио «Освобождение» (находившееся в ведомстве Координационного центра антибольшевистской борьбы, основанного Мельгуновым). Но через три месяца Ульянов оставил эту работу, так как понимал, что в тех условиях борьба против советского режима была неотделима от борьбы с Родиной. Весной 1953 года он уехал в Канаду, где читал лекции в Монреальском университете, а с 1955 поселился в США, в Нью-Йорке, затем в Нью-Хейвене (штат Коннектикут), где при содействии Г. В. Вернадского устроился преподавателем русской истории и литературы в Йельский университет.
После 17 лет преподавания в 1973 году вышел на пенсию. Умер в 1985 году, похоронен на кладбище Йельского университета.
Главным научным трудом Ульянова стало исследование «Происхождение украинского сепаратизма», написанное уже в эмиграции. В нём Ульянов подробно рассматривает развитие движения за автономию и независимость Украины, происхождение и эволюцию украинской национальной идеи, начиная с периода запорожского казачества и заканчивая XX веком. Ульянов, в отличие от других русских исследователей Украины консервативного направления, усматривал истоки украинского сепаратизма не во влиянии Польши, а в явлении запорожского казачества. Кроме того, ему принадлежит ряд очерков.

## Труды
- Исторические материалы о Кольском полуострове, хранящиеся в московском древлехранилище // Сб. материалов по истории Кольского полуострова в XVI—XVII вв. — Л., 1930. — С. 20-26.
- Разинщина. — Харьков, 1931.
- Очерки истории народа Коми-Зырян. — Ленинград, 1932.
- Крестьянская война в Московском государстве начала XVII в. — Ленинград, 1935.
- Atossa — Нью-Йорк: Издательство имени Чехова, 1952.
- Исторический опыт России. (Доклад) — Нью-Йорк, 1961.
- Диптих — Нью-Йорк, 1967.
- Происхождение украинского сепаратизма — Нью-Йорк, 1966; Мадрид, 1966; М.: издательство «Вагриус», 1996. (репринт); М.: Индрик, 1996. — 280 с. — (репринт). ISBN 5-85759-029-9
- Происхождение украинцев и великороссов в свете сепаратистской «науки» // Единая Русь (edrus.org) — 14.03.2005.
- Свиток. Нью-Хэвен, 1972.
- Сириус. Нью-Йорк, 1977.
- Замолчанный Маркс // «Скрипты» — USA, Michigan, Эрмитаж, 1981. — C. 119—148.
- История и утопия // Единая Русь (edrus.org) — 24.03.2005.
- Русское и великорусское // angelfire.com  (Дата обращения: 15 апреля 2012)
- «Патриотизм требует рассуждения». В кн. «Русские философы. Конец XIX — середина XX века» — М., 1996.
- «Дело Ульянова» // Новое русское слово — Нью-Йорк, 5 янв. 1961.;